# Легенда о Григе
«Легенда о Григе» — советский кукольный мультфильм 1967 года, который создал на студии «Союзмультфильм» режиссёр Вадим Курчевский в связи с 60-летием со дня смерти Эдварда Грига, в мультфильме звучит его музыка.

## Сюжет
Представление начинается. Занавес раздвигается и по сцене проходят: композитор Григ, и друг его весёлый добрый доктор, старуха Смерть, красавица принцесса, проказливые тролли, их король. Король троллей посватался к принцессе и обещал ей, что на свадьбе будет звучать новая музыка Эдварда Грига. За нотами король послал своих троллей. Композитор заболел, и его друг доктор прописал ему полный покой и никаких волнений. Под видом сиделки к композитору пришла Смерть и попыталась сжечь в печке его нотные записи. Но взошло солнце и залило всё ярким светом. Григ встал, пошёл к пианино и написал новую музыку. Тролли отнесли ноты, и свадьба состоялась. Доктор заключил: Григ — человек, и он — художник, и музыка его бессмертна!

## Создатели
- Авторы сценария — Генрих Сапгир, Геннадий Циферов
- Режиссёр — Вадим Курчевский
- Художники-постановщики — Николай Двигубский, Вадим Курчевский
- Художники: Валентина Василенко, Ольга Гвоздева
- Оператор — Владимир Саруханов
- Звукооператор — Борис Фильчиков
- Мультипликаторы: Майя Бузинова, Юрий Клепацкий, Иосиф Доукша
- Куклы и декорации выполнены: Павел Гусев, В. Калашникова, Олег Масаинов, Марина Чеснокова, Владимир Аббакумов, Виталий Бобров, Валерий Петров, Александр Максимов
- под руководством — Романа Гурова
- Монтажёр — Лидия Кякшт
- Редактор — Аркадий Снесарев
- Директор картины — Натан Битман
- Создатели приведены по титрам мультфильма.

## Фестивали и награды
- 1967 — «Легенда о Григе» — Диплом XIII МФ к/м фильмов в Оберхаузене, (ФРГ).[1]

## О мультфильме
Курчевский — автор не только детских фильмов. Такие ленты, как «Мой зеленый крокодил», «Легенда о Григе», в большей мере могут быть адресованы родителям, чем их детям. Тонкая поэтичность и романтическая приподнятость, ненавязчивая философичность — вот что определяет творческий почерк этого интересного и своеобразного художника.
— Каранович А. Мои друзья куклы. М., 1971.